# Schweizer Eishockeymeisterschaft 1923/24
Die Saison 1923/24 war die 14. reguläre Austragung der Schweizer Eishockeymeisterschaft. Meister wurde der HC Rosey Gstaad.

## Hauptrunde

### Serie Ost
- EHC St. Moritz – HC Davos 4:3 n. V.

Der EHC St. Moritz qualifizierte sich für den Meisterschaftsfinal.

### Serie West
- HC Château-d’Œx – HC Rosey Gstaad 3:7

Der HC Rosey Gstaad qualifizierte sich für den Meisterschaftsfinal.

## Meisterschaftsfinal
- EHC St. Moritz – HC Rosey Gstaad 0:3 Wertung wegen Nichtantritts